# Kumpitzer Graben
Der Kumpitzer Graben ist ein in der gleichnamigen Ortschaft gelegenes Tal, gehört somit zur Gemeinde Fohnsdorf und liegt an der Nordgrenze des Aichfelds. Unmittelbar nördlich des Tals liegt der Vormacherberg auf 1119 Metern Höhe über dem Meeresspiegel. Westlich liegt der Allerheiligengraben und östlich der Dietersdorfer Graben. Der Kumpitzerbach passiert den Kumpitzer Graben und mündet in den Pölsfluss.